# Championnat d'Europe d'omnium féminin (juniors)
Le Championnat d'Europe d'omnium féminin juniors est le championnat d'Europe d'omnium organisé annuellement par l'Union européenne de cyclisme pour les cyclistes âgées de 17 et 18 ans. Le championnat organisé depuis 2010, a lieu dans le cadre des championnats d'Europe de cyclisme sur piste juniors et espoirs.

## Palmarès
| Année | Or                  | Argent               | Bronze             |
| ----- | ------------------- | -------------------- | ------------------ |
| 2010  | Chiara Vannucci     | Alexandra Goncharova | Dagmar Labakova    |
| 2011  | Chiara Vannucci     | Alina Bondarenko     | Laudine Genée      |
| 2012  | Anna Knauer         | Tetyana Klimchenko   | Michela Pavin      |
| 2013  | Lucja Pietrzak      | Edita Mazurevičiūtė  | Soline Lamboley    |
| 2014  | Edita Mazurevičiūtė | Grace Garner         | Soline Lamboley    |
| 2015  | Daria Pikulik       | Grace Garner         | Marion Borras      |
| 2016  | Elisa Balsamo       | Olivija Baleišytė    | Jessica Roberts    |
| 2017  | Letizia Paternoster | Olha Kulynych        | Maria Novolodskaya |
| 2018  | Vittoria Guazzini   | Shari Bossuyt        | Marta Jaskulska    |
| 2019  | Eleonora Gasparrini | Ella Barnwell        | Mariia Miliaeva    |
| 2020  | Nikola Wielowska    | Flavie Boulais       | Daniela Campos     |
| 2021  | Millie Couzens      | Inna Abaidullina     | Olga Wankiewicz    |
| 2022  | Federica Venturelli | Doriane Kaufmann     | Grace Lister       |
| 2023  | Hélène Hesters      | Cat Ferguson         | Clémence Chéreau   |
| 2024  | Carys Lloyd         | Linda Sanarini       | Weronika Wąsaty    |
| 2025  | Polina Danshina     | Ida Fialla           | Leyre Almena       |